# Жіноча білизна

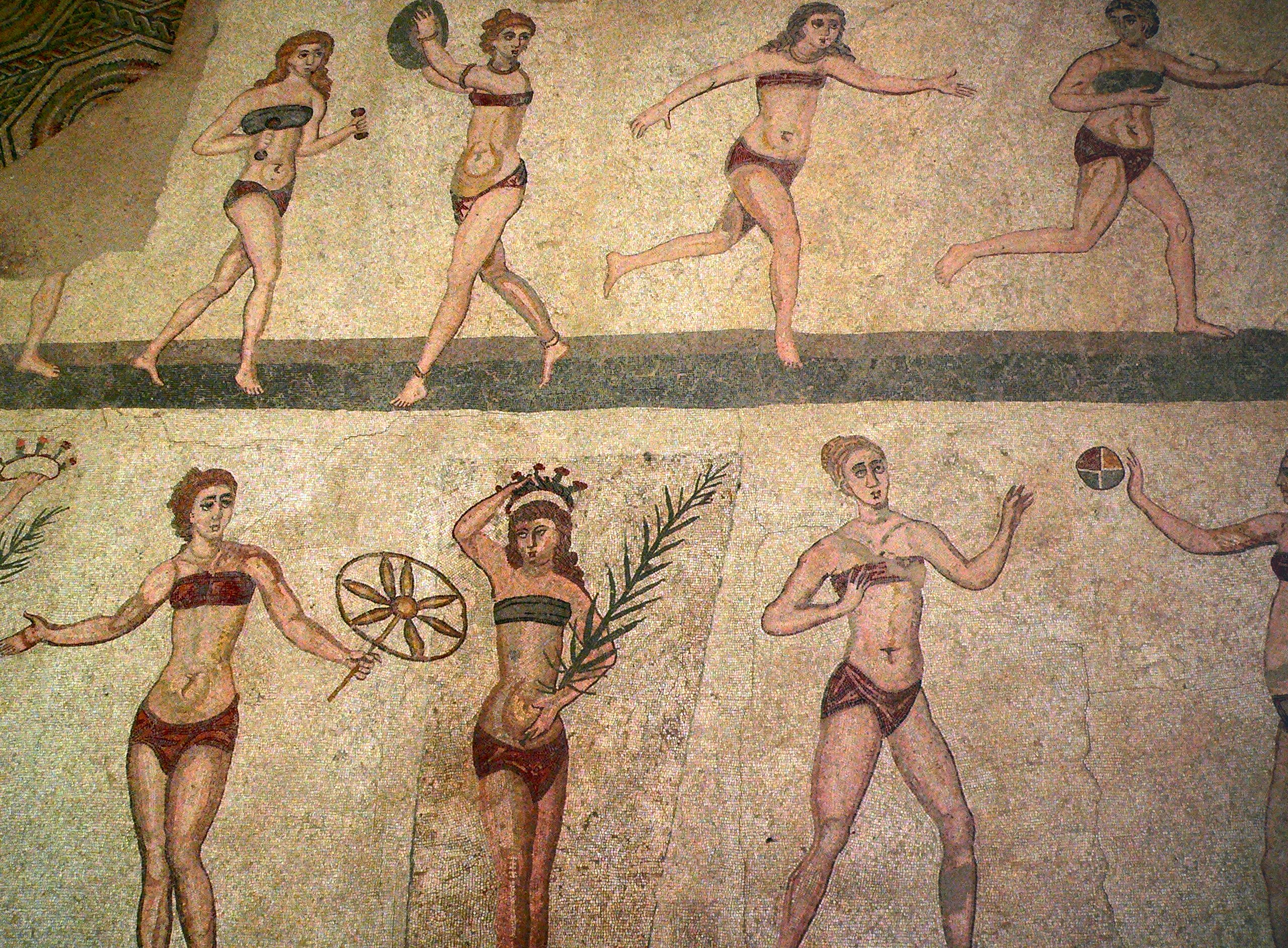
Дівчата-римлянки в спортивному одязі змагаються (з врученням пальмової гілки і корони переможниці), ІV ст. нашої ери. Мозаїка, Вілла Романа дель Казале

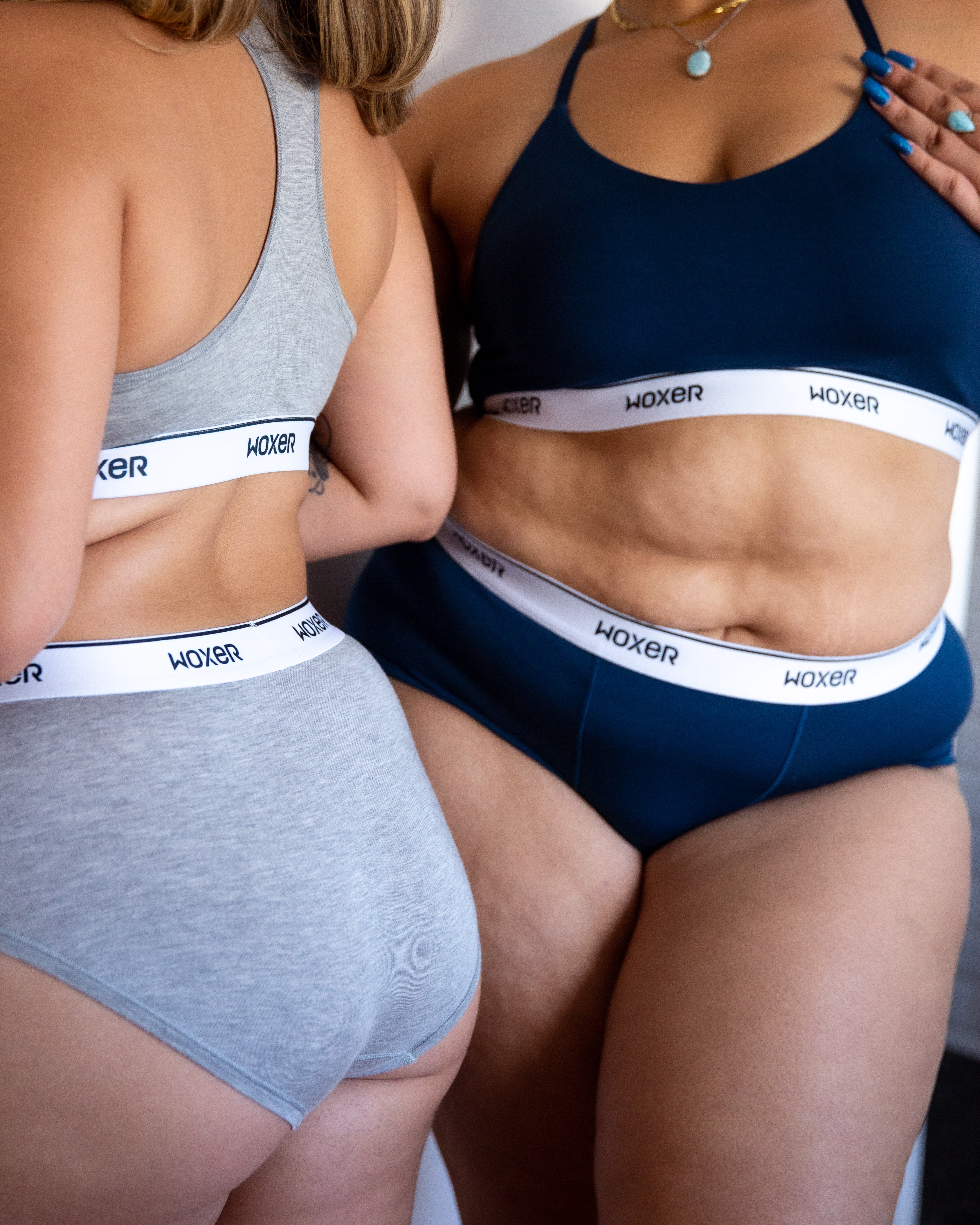
Труси-брифи на моделях плюс-сайз

Жіноча спідня білизна — розмаїття предметів одягу для захисту та гігієни геніталій та грудей, а також для еротичних та естетичних цілей. Як і одяг загалом, є віддзеркаленням моди відповідної епохи.
Хоча більшість спідньої білизни призначено для носіння жінками, деякі її виробники з 2000-х розробляють спідню білизна для чоловіків.

## Етимологія
Українське слово білизна, походить від назви виробів з тканин (у давнину переважно білих) для надягання на тіло чи на постіль.
Назва виробу англ. lingerie — слово, взяте з французької мови, що означає спідню білизну і яке вживають винятково щодо найлегших предметів жіночої спідньої білизни. У первинній формі походить від французького linge, «білизна» або «одяг». Слово «білизна» вперше було використано для позначення спідньої білизни та бюстгальтерів 1922 року.

## Історія
Ідея спідньої білизни як зовнішньо привабливого нижнього одягу з'явився наприкінці 19 століття. Леді Дафф-Гордон (Люсіль) першою розробила спідню білизну, яка звільнила жінок від обмежуючих корсетів. Протягом першої половини XX століття жінки носили спідню білизна з трьох основних причин: щоб змінити зовнішній вигляд (спочатку за допомогою корсетів, а потім поясами або бюстгальтерами), з гігієнічних причин і для скромності. До винаходу криноліну жіноча спідня білизна часто була дуже розлогою та громіздкою.
Наприкінці 19 століття корсети стали меншими, легшими, і їх поступово витіснив бюстгальтер, вперше запатентований у XX столітті Мері Фелпс Джейкоб. Коли почалася Перша світова війна, жінки виконували робочі завдання чоловіків, створюючи попит на зручнішу спідню білизну. Виробники стали використовувати легші й більш дихаючі тканини. 1935 року бюстгальтери доповнені м’якими чашками, щоб візуально збільшувати груди. За три роки представлені бюстгальтери на кісточках, що утворювали бюст, який стирчить. Відбулося повернення до моди на тонку талію, якої добивалися за допомогою поясів. Ідеал жіночої фігури 1940-х був худорлявим, але з пишними стегнами та загостреними грудьми. У 1960-х від жінок вимагалися підліткові груди, стрункі стегна та надзвичайна худорлявість. Андре Курреж першим зробив наголос на моду з молодіжної культури, коли його колекція 1965 року представила андрогінні фігури та образ жінки, яка відчуває себе природно у власному тілі.
З другої половини XX століття жіноча спідня білизна перестає бути суто потаємною, публічна її демонстрація більше не вважається чимось непристойним і поганим, а саме ― білизна набуває більш естетичних/еротичних властивостей і наближається до мистецтва. Французький модельєр Шанталь Томассо  запропонував концепцію «верхньої спідньої білизни» — спідня білизна, як і інші види одягу, стала засобом самовираження.
У 20-му столітті спідня білизна ставала все меншою і обтислішою. У 1960-х виробники спідньої білизни, як-то Frederick's of Hollywood, починають прикрашати спідню білизну. Виробництво спідньої білизни розширилося в 21-му столітті з моделями, які застосовували як верхній одяг. Французи називають це «dessous-dessus», що означає «внутрішній одяг як верхній одяг».

## Елементи та фасони
З усіх видів одягу жіноча спідня білизна вирізняється найбільшим розмаїттям типів і фасонів.
| Що покриває                | Предмет гардероба        | Типи одягу |
| -------------------------- | ------------------------ | --- |
| Геніталії, сідниці та ноги | Жіночі труси             | панталони, Girdle, шорти (боксери), брифи (сліпи), бразильські труси, стрінги, танга |
| Геніталії, сідниці та ноги | Колготки                 | |
| Геніталії, сідниці та ноги | Нижня спідниця           | |
| Геніталії, сідниці та ноги | Панчохи, пояс для панчіх | |
| Геніталії, сідниці та ноги | Підв'язки                | |
| Геніталії, сідниці та ноги | Турнюр                   | |
| Груди і торс               | Бюстгальтер              | бандо (строфіум), спортивний бюстгальтер, бралет, бюстгальтер годувальниці, бюстгальтер на кісточках, пуш-ап бюстгальтер                                                                              |
| Груди і торс               | Топ                      | cпортивний топ |
| Груди і торс               | Майка                    | |
| Груди і торс               | Корсет, корсаж           | бюст'є |
| Геніталії і груди          | Купальний костюм         | злитний (закритий) купальник, роздільний (відкритий) купальник (бікіні: спортивне бікіні, буркіні, танкіні, монокіні, трикіні, скертині, слінг-бікіні мікро-бікіні, стикіні), манкіні (для чоловіків) |
| Геніталії і груди          | Боді                     | |
| Геніталії і груди          | Комбінація               | нижня спідниця |
| Геніталії і груди          | Нічна сорочка            | негліже |
| Геніталії і груди          | Халат                    | пеньюар |